# 13. rozdanie nagród Złotych Malin
Złote Maliny przyznane za rok 1992
| Kategoria                      | Dla                                                              | Za                                          |
| ------------------------------ | ---------------------------------------------------------------- | ------------------------------------------- |
| Najgorszy film                 | Howard Rosenman, Carol Baum                                      | Światło w mroku                             |
| Najgorszy film                 | Lawrence Kasdan, Jim Wilson, Kevin Costner                       | Bodyguard                                   |
| Najgorszy film                 | Ilya Salkind                                                     | Kolumb odkrywca                             |
| Najgorszy film                 | Charles Roven, Paul Junger Witt, Tony Thomas                     | Diagnoza zbrodni                            |
| Najgorszy film                 | Michael Finnell                                                  | Gazeciarze                                  |
| Najgorszy aktor                | Sylvester Stallone                                               | Stój, bo mamuśka strzela                    |
| Najgorszy aktor                | Michael Douglas                                                  | Nagi instynkt Światło w mroku               |
| Najgorszy aktor                | Kevin Costner                                                    | Bodyguard                                   |
| Najgorszy aktor                | Tom Selleck                                                      | Szalona rodzinka                            |
| Najgorszy aktor                | Jack Nicholson                                                   | Hoffa Kłopoty z facetami                    |
| Najgorsza aktorka              | Melanie Griffith                                                 | Światło w mroku Obcy wśród nas              |
| Najgorsza aktorka              | Whitney Houston                                                  | Bodyguard                                   |
| Najgorsza aktorka              | Kim Basinger                                                     | Wspaniały świat Diagnoza zbrodni            |
| Najgorsza aktorka              | Sean Young                                                       | Zbrodnie z miłości                          |
| Najgorsza aktorka              | Lorraine Bracco                                                  | Uzdrowiciel z tropików Ślady czerwieni      |
| Najgorszy aktor drugoplanowy   | Tom Selleck                                                      | Kolumb odkrywca                             |
| Najgorszy aktor drugoplanowy   | Danny DeVito                                                     | Powrót Batmana                              |
| Najgorszy aktor drugoplanowy   | Marlon Brando                                                    | Kolumb odkrywca                             |
| Najgorszy aktor drugoplanowy   | Robert Duvall                                                    | Gazeciarze                                  |
| Najgorszy aktor drugoplanowy   | Alan Alda                                                        | Szepty w mroku                              |
| Najgorsza aktorka drugoplanowa | Estelle Getty                                                    | Stój, bo mamuśka strzela                    |
| Najgorsza aktorka drugoplanowa | Jeanne Tripplehorn                                               | Nagi instynkt                               |
| Najgorsza aktorka drugoplanowa | Ann-Margret                                                      | Gazeciarze                                  |
| Najgorsza aktorka drugoplanowa | Sean Young                                                       | Była sobie zbrodnia                         |
| Najgorsza aktorka drugoplanowa | Tracy Pollan                                                     | Obcy wśród nas                              |
| Najgorsza reżyseria            | David Seltzer                                                    | Światło w mroku                             |
| Najgorsza reżyseria            | John Glen                                                        | Kolumb odkrywca                             |
| Najgorsza reżyseria            | Danny DeVito                                                     | Hoffa                                       |
| Najgorsza reżyseria            | Kenny Ortega                                                     | Gazeciarze                                  |
| Najgorsza reżyseria            | Barry Levinson                                                   | Zabaweczki                                  |
| Najgorszy scenariusz           | Blake Snyder, William Osborne, William Davies                    | Stój, bo mamuśka strzela                    |
| Najgorszy scenariusz           | Lawrence Kasdan                                                  | Bodyguard                                   |
| Najgorszy scenariusz           | John Briley, Cary Bates, Mario Puzo                              | Kolumb odkrywca                             |
| Najgorszy scenariusz           | Wesley Strick, Robert Berger                                     | Diagnoza zbrodni                            |
| Najgorszy scenariusz           | David Seltzer                                                    | Światło w mroku                             |
| Najgorszy debiut aktorski      | Pauly Shore                                                      | Jaskiniowiec z Kalifornii                   |
| Najgorszy debiut aktorski      | hołd Sharon Stone dla Theodore Cleaver                           | Nagi instynkt                               |
| Najgorszy debiut aktorski      | fryzura na jeża Kevina Costnera                                  | Bodyguard                                   |
| Najgorszy debiut aktorski      | Whitney Houston                                                  | Bodyguard                                   |
| Najgorszy debiut aktorski      | Georges Corraface                                                | Kolumb odkrywca                             |
| Najgorsza piosenka             | Alan Menken, Jack Feldman                                        | "High Times, Hard Times" z filmu Gazeciarze |
| Najgorsza piosenka             | Whitney Houston, L.A. Reid, Eric 'Babyface' Walsh, Daryl Simmons | "Queen of The Night" z filmu Bodyguard      |
| Najgorsza piosenka             | Enya, Roma Ryan                                                  | "Book of Days" z filmu Za horyzontem        |